# Unión Peruana de Productores Fonográficos
Die Unión Peruana de Productores Fonográficos (abgekürzt als UNIMPRO) ist eine peruanische Verwertungsgesellschaft und vertritt die peruanischen Musikindustrie. Sie ist seit 2012 eine angeschlossene Gesellschaft der International Federation of the Phonographic Industry und hat ihren Sitz in Lima. Aufgaben der Organisation ist die Vergabe von Musikauszeichnungen und die Bekämpfung von Piraterie im Bereich Musikdownloading.

## Verleihungsgrenzen der Tonträgerauszeichnungen
| Auszeichnung | bis 31. Dezember 2006 | seit 1. Januar 2007 |
| ------------ | --------------------- | ------------------- |
| Gold         | 5.000                 | 3.000               |
| Platin       | 10.000                | 6.000               |
| 2× Platin    | 20.000                | 12.000              |
| …            |                       |                     |
| Diamant      | –                     | 60.000              |